# 王荣华 (1945年)
王荣华（1945年4月—），中华人民共和国政治人物、外交官。

## 生平
1998年，接替王建兴後担任中华人民共和国驻冰岛大使。2002年，由蒋正云接任。